# Filippo Grassi
Filippo Grassi (Milano, metà XV secolo – Brescia, dopo il 1516) è stato uno scultore e architetto italiano.

## Biografia
Non si conoscono notizie su Filippo Grassi prima di una provvisione del Consiglio comunale di Brescia datato 22 gennaio 1481, nella quale gli viene commissionata la realizzazione di una fontana nella primitiva piazza della Loggia, fontana che lui stesso si era offerto di eseguire a prezzo modico. Dopo due anni è registrata una sua fornitura di pietre per alcuni lavori nel battistero di San Giovanni.
Risulta in seguito impegnato nell'erezione della muraglia sul limite sud di piazza della Loggia, che si trasformerà in breve nella facciata del Monte di Pietà vecchio, inizialmente come semplice fornitore di pietre squadrate, ma qualificato a soprintendente alla costruzione dal 1486 al 1489. Durante il cantiere, i tecnici e lapicidi coinvolti, tra cui Bernardino da Martinengo, lo accusano di frode ai danni della municipalità in quanto avrebbe ricevuto somme di denaro e materiali edili superiori a quanto effettivamente impiegato nei lavori. Non sono noti i risvolti della vicenda, ma a quanto pare non subì alcuna sanzione. Tra il 1491 e il 1493 è coinvolto nella costruzione del nuovo presbiterio del Duomo vecchio, diretto da Bernardino da Martinengo, per il quale fornisce due colonnine per finestre e alcune partiture architettoniche.
Dal 1493 ha inizio il suo impiego nell'erezione del palazzo della Loggia, durante il quale sembra costruirsi una vera e propria carriera: nel novembre di quell'anno gli viene pagata una cifra notevole, 277 lire planette, per una fornitura di pietre lavorate, mentre nel luglio 1494 riceve 40 ducati per il trasporto di una colonna di facciata. Nel novembre 1495 è qualificato ingegnere, nell'aprile 1496 è ormai nominato "architetto della fabbrica del palazzo" e nel dicembre 1500 "sovrastante generale della fabbrica del palazzo". Quest'ultima qualifica è ribadita ancora nel 1510, a cantiere interrotto a causa degli eventi bellici che entro due anni sarebbero sfociati nel sacco di Brescia. L'ultimo documento che lo segnala in vita è il testamento redatto nel 1516.